# Полк (округ, Небраска)
Полк (англ. Polk County) — округ в штате Небраска, США. Административный центр округа — город Осеола. По данным переписи за 2010 год число жителей округа составляло 5406 человек.
В системе автомобильных номеров Небраски округ Полк имеет префикс 41.

## История
Округ Полк был образован в 1870 году в современных границах территориальной легислатурой из части округа Батлер. Он был назван в честь президента США Джеймса Полка. В 1871 году по результатам голосования Осциола была выбрана административным центром округа.

## Население
| Год переписи | Нас.  |  | %±      |
| ------------ | ----- |  | ------- |
| 1860         | 19    |  | —       |
| 1870         | 136   |  | 615,8%  |
| 1880         | 6846  |  | 4933,8% |
| 1890         | 10817 |  | 58%     |
| 1900         | 10542 |  | −2,5%   |
| 1910         | 10521 |  | −0,2%   |
| 1920         | 10714 |  | 1,8%    |
| 1930         | 10092 |  | −5,8%   |
| 1940         | 8748  |  | −13,3%  |
| 1950         | 8044  |  | −8%     |
| 1960         | 7210  |  | −10,4%  |
| 1970         | 6468  |  | −10,3%  |
| 1980         | 6320  |  | −2,3%   |
| 1990         | 5668  |  | −10,3%  |
| 2000         | 5639  |  | −0,5%   |
| 2010         | 5406  |  | −4,1%   |
| 2016         | 5203  |  | −3,8%   |

В 2010 году на территории округа проживало 5406 человек (из них 49,9 % мужчин и 50,1 % женщин), насчитывалось 2212 домашних хозяйства и 1522 семей. Расовый состав: белые — 97,9 %, афроамериканцы — 0,1 %, коренные американцы — 0,2 % и представители двух и более рас — 1,0 %. 2,9 % населения были латиноамериканцами.
Население округа по возрастному диапазону по данным переписи 2010 года распределилось следующим образом: 24,4 % — жители младше 18 лет, 2,1 % — между 18 и 21 годами, 53,7 % — от 21 до 65 лет и 19,8 % — в возрасте 65 лет и старше. Средний возраст населения — 45,3 лет. На каждые 100 женщин в Полке приходилось 99,5 мужчин, при этом на 100 совершеннолетних женщин приходилось уже 98,5 мужчин сопоставимого возраста.
Из 2212 домашних хозяйств 68,8 % представляли собой семьи: 59,6 % совместно проживающих супружеских пар (21,6 % с детьми младше 18 лет); 5,8 % — женщины, проживающие без мужей и 3,4 % — мужчины, проживающие без жён. 31,2 % не имели семьи. В среднем домашнее хозяйство ведут 2,39 человека, а средний размер семьи — 2,91 человека. В одиночестве проживали 27,5 % населения, 13,8 % составляли одинокие пожилые люди (старше 65 лет).

## Экономика
В 2015 году из 4196 трудоспособных жителей старше 16 лет имели работу 2766 человек. В 2014 году медианный доход на семью оценивался в 71 641 $, на домашнее хозяйство — в 57 991 $. Доход на душу населения — 30 947 $. 5,6 % от всего числа семей в Полке и 8,1 % от всей численности населения находилось на момент переписи за чертой бедности.